# Cliona caribbaea
Cliona caribbaea är en svampdjursart som beskrevs av Carter 1882. Cliona caribbaea ingår i släktet Cliona och familjen borrsvampar.
Artens utbredningsområde är havet kring Saint Vincent och Grenadinerna. Inga underarter finns listade i Catalogue of Life.